# Miller's Girl
Miller's Girl (bra: A Garota de Miller; prt: Miller's Girl: A Favorita) é um filme estadunidense de 2023, do gênero suspense erótico, dirigido por Jade Halley Bartlett, e estrelado por Martin Freeman e Jenna Ortega. Com um roteiro da própria Bartlett, a trama retrata a história de uma aluna e um professor que iniciam um relacionamento complicado após uma tarefa de escrita criativa.
"Miller's Girl" estreou no Festival de Cinema de Palm Springs em 11 de janeiro de 2024. O filme foi lançado nos cinemas dos Estados Unidos em 26 de janeiro de 2024, pela Lionsgate. Em Portugal, a produção foi distribuída nos cinemas em 4 de abril de 2024. No Brasil, o filme foi disponibilizado para vídeo sob demanda em plataformas de streaming em 23 de maio de 2024, antes de ser lançado diretamente na Amazon Prime Video em 4 de setembro de 2024.
Devido aos seus temas polêmicos, que incluem principalmente o envolvimento de um homem mais velho com uma mulher significativamente mais jovem, o filme obteve uma recepção mista da crítica especializada.

## Enredo
Cairo Sweet (Jenna Ortega), uma jovem de 18 anos, vive sozinha na mansão luxuosa de sua família no Tennessee. Seus pais, ambos advogados, estão viajando a trabalho enquanto ela termina o último ano do ensino médio. Cairo participa da aula de escrita criativa do professor Jonathan Albert Miller (Martin Freeman), e o surpreende com seu amplo conhecimento literário, além de conhecer bem o livro que ele escreveu, "Apostrophes and Ampersands". Miller não tem escrito nada novo desde que se casou e começou a lecionar. Beatrice June Harper (Dagmara Domińczyk), sua esposa emocionalmente distante, é uma escritora mais bem-sucedida, e despreza a falta de ambição do marido, além de seu fracasso em criar novas obras.
Cairo precisa escrever uma redação de admissão para a Universidade Yale, cujo tema é a "maior conquista até agora", mas não encontra um assunto que considere digno. Sua melhor amiga, Winnie Black (Gideon Adlon), sugere que ela experimente a emoção de um romance entre professor e aluna, assim como ela pretende fazer com Boris Fillmore (Bashir Salahuddin), o treinador de basebol e professor de física, que é amigo de Jonathan. Vendo a conexão intelectual entre Cairo e Miller, Winnie a incentiva a seduzir o professor.
Cairo e Miller começam a se encontrar mais fora das aulas, compartilhando interesses em romances, poesias e a cultura do Tennessee. Miller propõe que Cairo escreva um conto inspirado em seu autor favorito, e ela escolhe Henry Miller. Embora relutante devido ao estilo provocativo do autor, Jonathan aprova sua escolha. Após pegar o celular de Cairo por engano, ele é solicitado a devolvê-lo pessoalmente. Quando Miller chega à mansão de Cairo, ela o recebe com um vestido provocante e o beija sob a chuva. Inspirada, ela escreve um conto erótico sobre um relacionamento sexual entre um professor e sua aluna. Ao ler sozinho, Miller fica extremamente excitado e se masturba com a história.
Miller considera o conto inaceitável e exige que Cairo o reescreva. Em resposta, Cairo o acusa de covardia e hipocrisia. Ofendida pela rejeição, ela decide enviar a história para a vice-diretora da escola, Joyce Manor (Christine Adams), como forma de vingança, buscando expor um possível caso amoroso entre eles. Além disso, ela também se aproveita da atração que Winnie sente por ela para convencê-la a enviar fotos sensuais delas juntas para Fillmore, levando-as a se despir e se beijar apaixonadamente.
Manor questiona Cairo e Miller separadamente sobre o relacionamento entre eles. Embora Miller negue qualquer conduta inadequada, ele é obrigado a assumir total responsabilidade como o adulto na situação, resultando em sua suspensão. Isso gera um rompimento em sua amizade com Fillmore, que o culpa por não saber impor limites como professor. Além disso, uma discussão com Beatrice sobre o ocorrido faz com que Miller libere sua raiva reprimida em relação à sua esposa, também apontando a toxicidade de seu casamento.
Ao perceber as consequências das ações de Cairo sobre Miller, Winnie pede que ela retire as acusações contra ele. Contudo, Cairo se recusa, chamando a queda de Miller de sua "maior conquista até agora". Ela decide relatar suas experiências em sua redação de admissão, adotando o mesmo estilo que Miller utilizou em seu livro. Enquanto isso, Miller, embora tenha atingido o fundo do poço, encontra inspiração pela primeira vez em anos e resolve escrever um novo livro.

## Elenco
- Martin Freeman como Jonathan Albert Miller
- Jenna Ortega como Cairo Sweet
- Bashir Salahuddin como Boris Fillmore
- Gideon Adlon como Winnie Black
- Dagmara Domińczyk como Beatrice June Harker
- Christine Adams como Joyce Manor

## Produção
O roteiro de Jade Halley Bartlett foi adquirido pela empresa de Seth Rogen, Point Grey Pictures, em dezembro de 2016, mas entrou na Lista Negra de Hollywood de roteiros não produzidos.
Em meados de setembro de 2022, a Lionsgate adquiriu os direitos de distribuição do filme, que finalmente iniciaria sua produção. Além disso, Bartlett foi anunciada como a diretora de seu próprio roteiro, e Martin Freeman e Jenna Ortega foram escalados nos papéis principais. Uma semana depois, Gideon Adlon, Bashir Salahuddin, Dagmara Domińczyk e Christine Adams se juntaram ao elenco. Ainda naquele mês, as filmagens começaram em Cartersville, na Geórgia.

## Lançamento
A estreia do filme aconteceu no Festival de Cinema de Palm Springs em 11 de janeiro de 2024. O filme foi lançado nos cinemas dos Estados Unidos em 26 de janeiro de 2024, pela Lionsgate. Em Portugal, a produção foi distribuída nos cinemas em 4 de abril de 2024. No Brasil, o filme foi disponibilizado para vídeo sob demanda em plataformas de streaming em 23 de maio de 2024, antes de ser lançado diretamente na Amazon Prime Video em 4 de setembro de 2024.
Nos Estados Unidos, o filme foi disponibilizado para aluguel em plataformas digitais em 16 de fevereiro de 2024, seguido por um lançamento nos cinemas do Reino Unido em 19 de fevereiro de 2024.

## Recepção
Brian Lowry, da CNN, chamou o filme de "uma espécie de drama psicológico semi-erótico que, apesar de suas pretensões literárias, possui aproximadamente o peso intelectual de um anúncio de perfume. Datado e assustador de todas as maneiras erradas, é um filme que talvez escapasse da zombaria nos anos 80, mas merece ser criticado hoje". Kyle Smith, em sua crítica para o The Wall Street Journal, escreveu: "Em alguns momentos, Miller's Girl tem a sensação de um drama psicológico teatral e autoconsciente; em outros, parece um noir sinistro sobre uma mulher fatal determinada a arruinar um homem escolhido aleatoriamente ... Apenas um avaliador generoso concederia a este roteiro algo melhor do que um 'D+'".
Jordan Hoffman, para o The Messenger, deu ao filme uma pontuação de 6,5/10. Ele declarou que, no início, o filme é "um suspense sombrio, intelectual e repleto de feromônios", mas acrescentou: "após uma construção esplêndida, há uma séria falta de impulso que surge após a revelação de uma virada na narrativa".
No site agregador de críticas Rotten Tomatoes, 29% das 63 resenhas dos críticos são positivas, com uma classificação média de 5,1/10. O consenso do site diz: "Apesar de um par de estrelas talentosas e um conceito central com certa relevância no mundo real, a narrativa superficial de Miller's Girl soa vazia". O Metacritic, que usa uma média ponderada, atribuiu ao filme uma pontuação de 41 em 100, baseado em 14 críticos, indicando críticas "mistas ou médias".

### Bilheteria
De acordo com os registros da Lionsgate, o filme arrecadou US$ 321.000 nacionalmente e US$ 1.714.512 no exterior, totalizando US$ 2.035.512 mundialmente.